# Cosmic Universal Fashion
Cosmic Universal Fashion je studiové album Sammy Hagara. Album vyšlo v roce 2008 a dosud je to jeho poslední sólové album, po vydání alba založil superskupinu Chickenfoot.

## Seznam skladeb
| Pořadí | Název                                        | Autor                                      | Délka |
| ------ | -------------------------------------------- | ------------------------------------------ | ----- |
| 1.     | Cosmic Universal Fashion                     | Hagar, Lost, Kahne                         | 3:33  |
| 2.     | Psycho Vertigo                               | Hagar, Schon                               | 5:03  |
| 3.     | Peephole                                     | Hagar, Schon                               | 4:20  |
| 4.     | LOUD                                         | Eddie                                      | 3:55  |
| 5.     | (You Gotta) Fight for Your Right (To Party!) | Rubin, Yauch, Horovitz                     | 3:48  |
| 6.     | Switch on the Light                          | Hagar                                      | 3:17  |
| 7.     | When the Sun Don't Shine                     | Hagar                                      | 4:15  |
| 8.     | 24365                                        | Hagar                                      | 3:58  |
| 9.     | I'm on a Roll                                | Hagar, Oosterbeen                          | 2:40  |
| 10.    | Dreams/Cabo                                  | Hagar, Anthony, A. Van Halen, E. Van Halen | 8:50  |

## Sestava
- Sammy Hagar – zpěv, kytara
- Michael Anthony – baskytara, zpěv
- Billy Gibbons – zpěv
- Billy Duffy – kytara
- Matt Sorum – bicí, perkuse
- Bootsy Collins – doprovodný zpěv
- Deen Castronovo – bicí
- Neal Schon – kytara
- David Lauser – bicí
- Vic Johnson – kytara, zpěv
- Mona Gnader – baskytara, zpěv